# إيمان حسن
إيمان حسن عبد الرحيم قاسم ولدت في 6 نوفمبر/تشرين الثاني 2000, هي لاعبة كرة قدم مصرية محترفة تلعب في مركز الدفاع في نادي أبها السعودي للسيدات وفي منتخب مصر.

## المسيرة الكروية
تُمارس حسن ألعاب القوى منذ أن كانت في السابعة مِن عمرها، عندما بلغت الثالثة عشر مِن عمرها تحولت إلى كرة القدم بفضل المدرب محمد عياد الذي لاحظها وسجلها للانضمام إلى فريق نادي الصحة/العبور.

### الطيران: 2016–2022
بعد اختيارها للمنتخب الوطني تحت 17 سنة، انضمت حسن إلى نادي SC Aviation، وهو فريق مقره القاهرة. لعبت دورًا حاسمًا في تأمين لقب دوري الطيران للسيدات الأول، وكسر سلسلة وادي دجلة المكونة من سبع بطولات متتالية.
بعد انتهاء عقدها مع نادي الطيران، لفتت حسن أنظار العديد من الأندية، من بينها نادي وادي دجلة النسائي المصري. تلقت عروضًا مِن أندية في رومانيا وتركيا.

### الهلال: 2022–2024
في أكتوبر/تشرين الأول 2022، انضمت حسن إلى نادي الهلال الذي استحوذ عليه حديثًا للمشاركة في الموسم الافتتاحي للدوري السعودي للسيدات الممتاز. في 21 أكتوبر/تشرين الأول 2023، شاركت لأول مرة مع الهلال في مباراة انتهت بالتعادل السلبي أمام اليمامة. في 2 ديسمبر/كانون الأول، سجلت هدفها الأول للنادي في الدقيقة 46 في فوز 6-1 على الأهلي. وفي يوليو/تموز 2023، مدد الهلال عقد حسن لمدة موسم واحد.

## المسيرة الدولية
اختيرت حسن عام 2016 لفريق تحت 17 سنة للمشاركة في تصفيات كأس العالم للسيدات تحت 17 سنة الأفريقية 2016. في 22 يناير/كانون الثاني 2016، ظَهرت لأول مرة مع الفريق في فوز 6-0 على جيبوتي.
شاركت حسن مع فريق تحت 20 عامًا في العديد مِن المباريات الودية ضد الأندية المحلية المصرية، ومع ذلك لم تلعب مباراة تنافسية واحدة.
في أكتوبر/تشرين الأول 2021، حصلت حسن على أول استدعاء لها للمنتخب الوطني الأول للمشاركة في مباريات تصفيات كأس الأمم الأفريقية للسيدات 2022 من مباراتين ذهابًا وإيابًا. في 11 أبريل/نيسان 2022، ظهرت لأول مرة في مباراة انتهت بالتعادل السلبي ضد الأردن.
مَثلت حسن فريق كرة القدم المصغرة للسيدات في مصر في كأس العالم للسيدات 2021 في أوكرانيا وساعدت الفريق على احراز المركز الرابع بشكل عام.

## إحصائيات المهنة

### نادي
آخر تحديث match played 30 December 2023
.
| نادي                  | موسم                  | الدوري                | الدوري    | الدوري  | كوب       | كوب     | قارية     | قارية   | آخر       | آخر     | المجموع   | المجموع |
| نادي                  | موسم                  | قسم                   | التطبيقات | الأهداف | التطبيقات | الأهداف | التطبيقات | الأهداف | التطبيقات | الأهداف | التطبيقات | الأهداف |
| --------------------- | --------------------- | --------------------- | --------- | ------- | --------- | ------- | --------- | ------- | --------- | ------- | --------- | ------- |
| الهلال                | 2022–23               | سوبل                  | 13        | 3       | -         | -       | —         | —       | —         | —       | 13        | 3       |
| الهلال                | 2023–24               | سوبل                  | 5         | 0       | 2         | 0       | —         | —       | 3         | 0       | 10        | 0       |
| الهلال                | المجموع               | المجموع               | 18        | 0       | 2         | 0       | —         | —       | 3         | 0       | 23        | 3       |
| مجموع المسيرة المهنية | مجموع المسيرة المهنية | مجموع المسيرة المهنية | 17        | 0       | 2         | 0       | —         | —       | 5         | 0       | 24        | 0       |

### دولي
آخر تحديث match played 5 December 2023
.
| المنتخب الوطني | سنة     | التطبيقات | الأهداف |
| -------------- | ------- | --------- | ------- |
| مصر            | 2022    | 3         | 0       |
| مصر            | 2023    | 4         | 0       |
| المجموع        | المجموع | 7         | 0       |

## الأوسمة

### نادي
الطيران
- الدوري المصري الممتاز للسيدات : 2018–19

## روابط خارجية
- إيمان حسن  على سكروي
- Eman Hassan at FBref.com
- إيمان حسن على الأرشيف الرياضي العالمي

- Eman Hassan at Player Maker Stats
- إيمان حسن على إنستغرام